# 碧痕

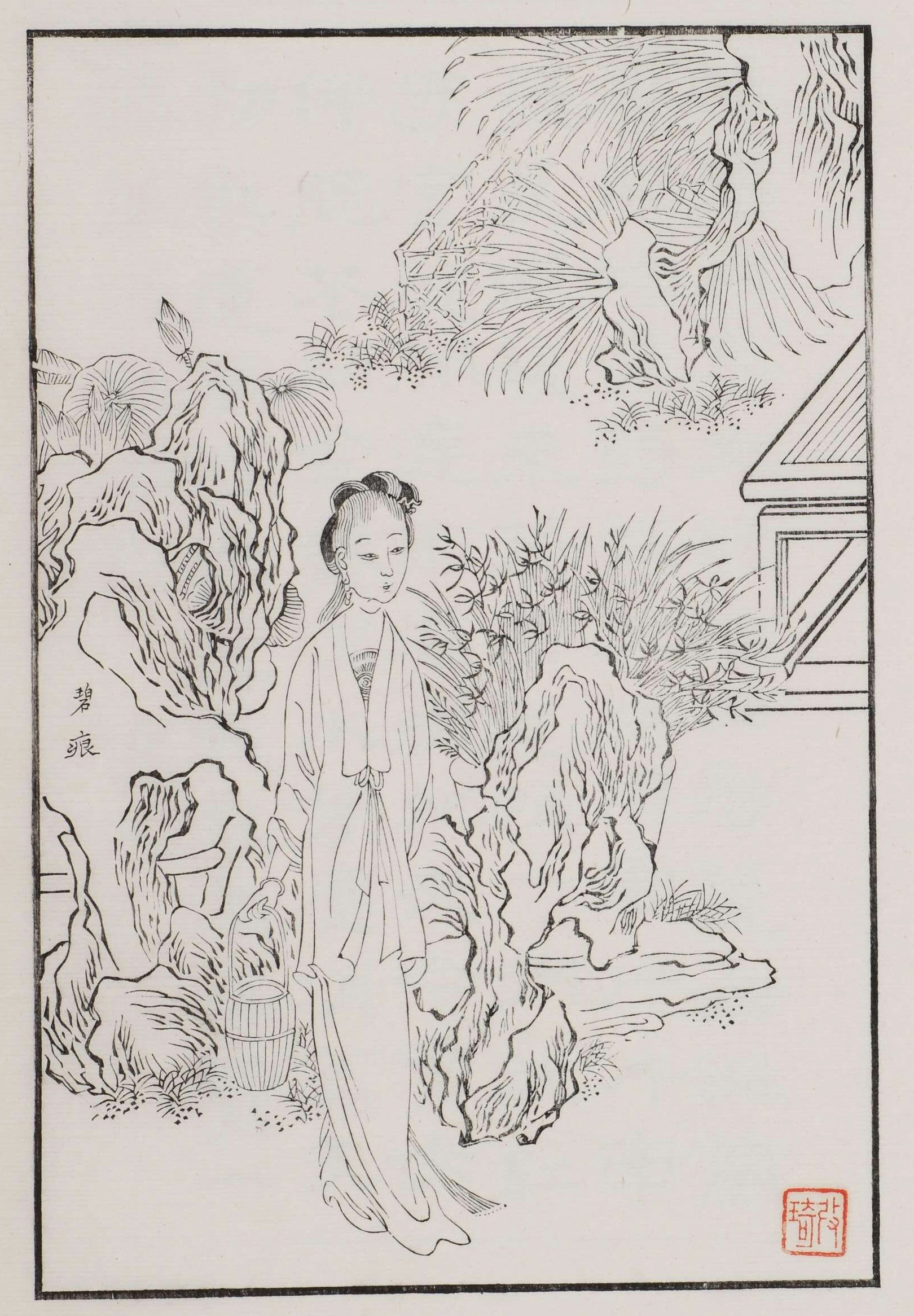
碧痕,【清】改琦绘

碧痕是《红楼梦》人物，或作碧浪，曾在第20，24，26，31，77回出现。专为贾宝玉打洗澡水，打发宝玉洗澡的丫鬟。晴雯说碧痕一次打发宝玉洗澡时，足有两三个时辰，地下的水淹着床脚，连席子上都注着水。碧痕与贾宝玉另一个小丫头小红关系不好，常排揎她。